# 東亞小穗蘚
東亞小穗蘚（学名：Blindia japonica）为細葉蘚科小穗蘚屬下的一个种。